# Gimnasio de Pérgamo
El gimnasio de Pérgamo era un antiguo gimnasio de Pérgamo, en Asia Menor, la actual Turquía. Sus ruinas forman parte del Patrimonio de la Humanidad de la Unesco de Pérgamo y su paisaje cultural de estratos múltiples.

## Historia
El gimnasio de Pérgamo fue construido durante el período helenístico por el rey Eumenes II después del año 197 a. C. Fue reconstruido durante el período imperial romano. Se utilizaba normalmente para la educación de los jóvenes. El edificio era uno de los mayores edificios públicos de la ciudad y uno de los mayores gimnasios del mundo antiguo.
El gimnasio estaba situado en la ladera sur del ágora de Pérgamo, y estaba construido sobre tres terrazas. En su lado occidental se encontraba el Santuario de Deméter y Perséfone y en su lado norte el Hereo. La entrada a las instalaciones del gimnasio se realizaban desde el lado este de la calle principal de la ciudad hasta los niveles medio y superior del complejo a través de los propileos.

## Descripción

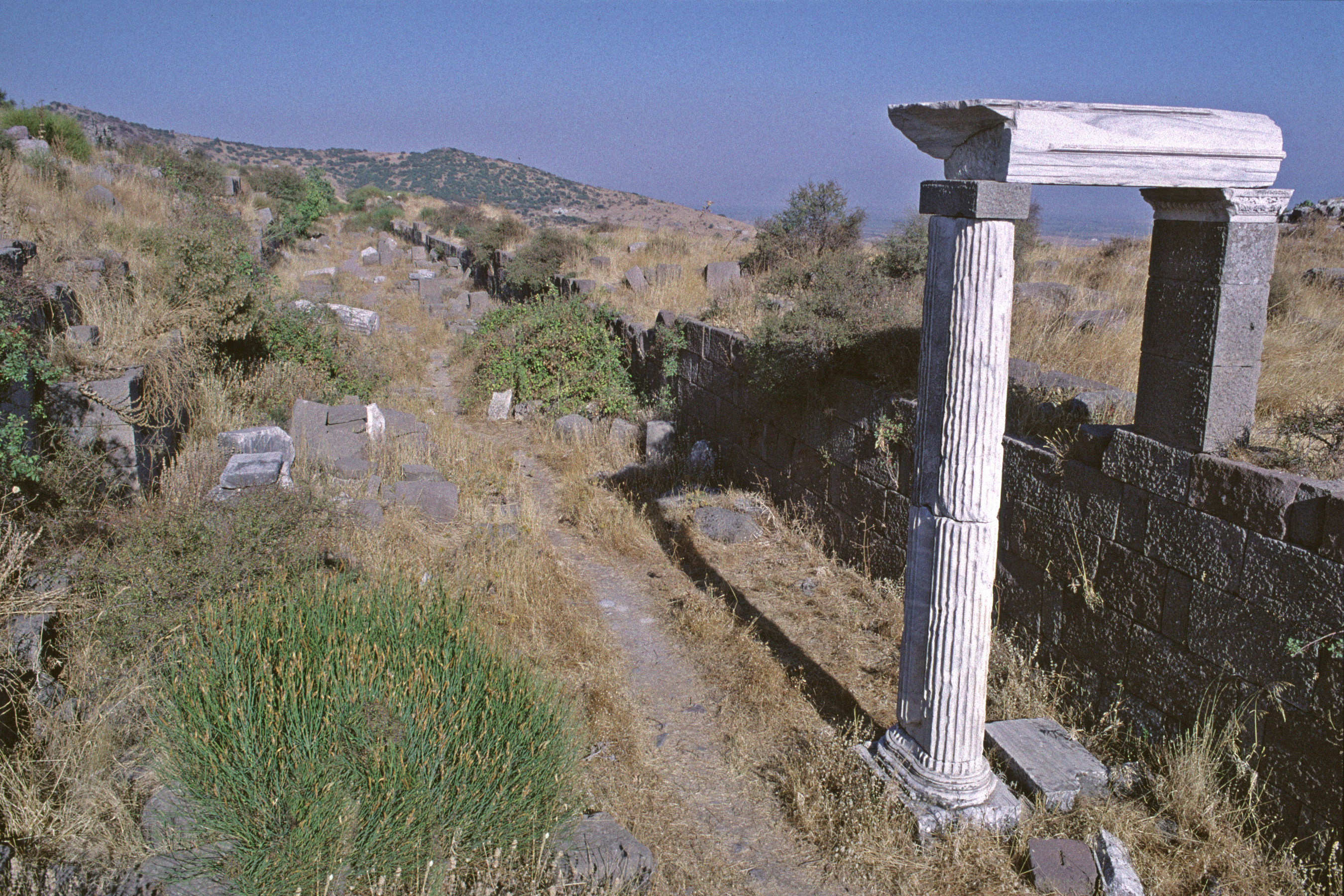
Restos del gimnasio.

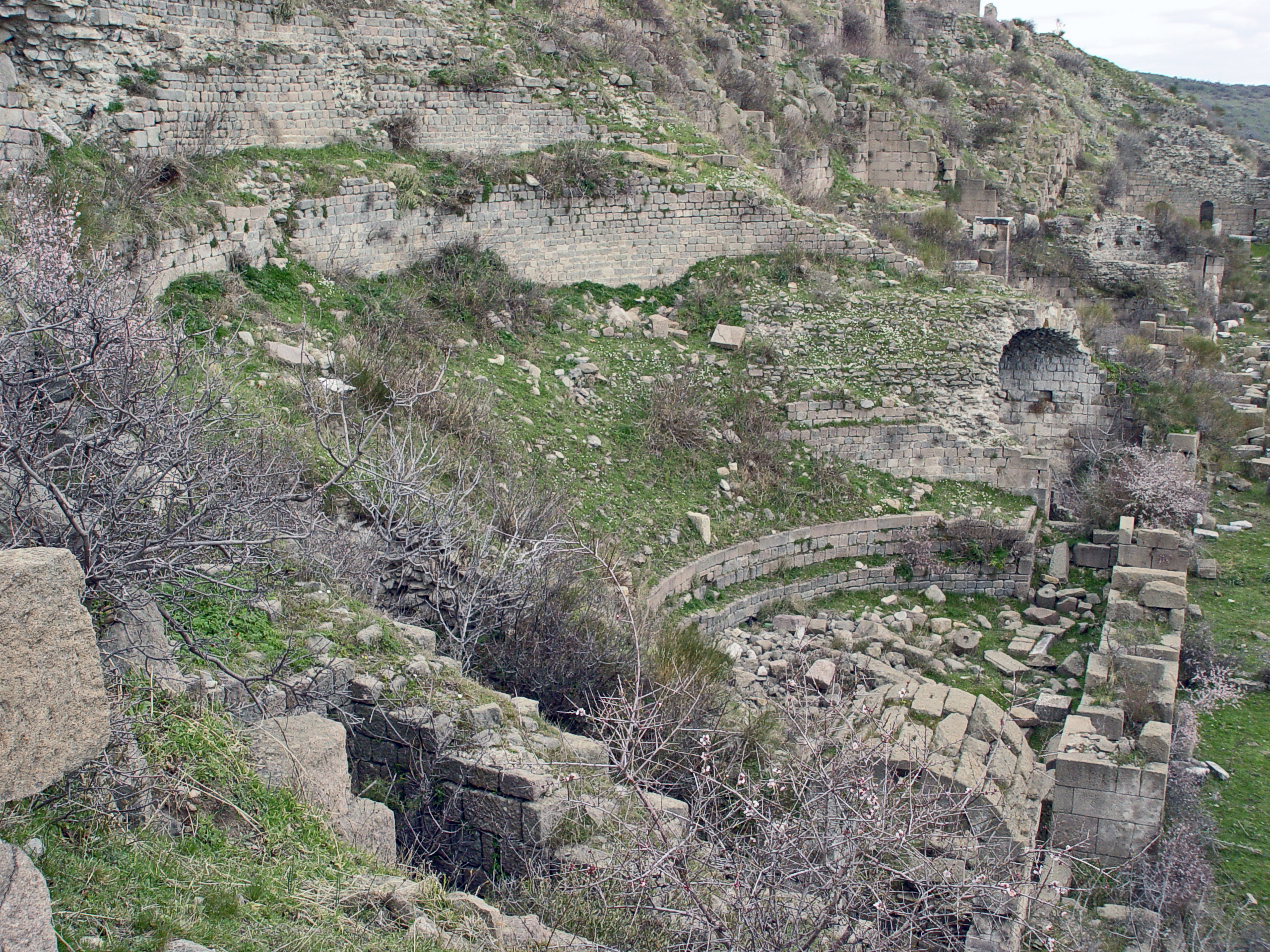
Ruinas del odeón del gimnasio.

En la parte oriental de la zona central había un pequeño templo de estilo corintio dedicado a Heracles. En el lado norte de la zona central, en el nivel superior, había una estoa de dos pisos de estilo dórico. En el lado sur de la explanada había una pequeña terraza inferior.
En la terraza superior había una palestra con columnatas de dos pisos en los lados oeste, norte y este, originalmente de estilo dórico y más tarde estilo jónico. Así pues, se utilizaron los tres órdenes clásicos. Detrás de las columnas del lado norte se encontraban el odeón, el efebeion y la sala dedicada al culto imperial. En el lado oeste de la palestra había un templo próstilo de estilo jónico, que se cree que estaba dedicado a Asclepio, y un edificio de termas. En el lado este de la palestra había otras termas. En el lado sur había un estadio subterráneo cubierto (ksystos) para entrenarse corriendo.
En la zona se han encontrado partes de numerosas esculturas. Entre ellas, restos de estatuas de Atalo II y Heracles.